# Teodor Regedziński
Teodor Regedziński (auch Theodor Regedzinski oder Theodore Regedzinski) (* 28. April 1894 in Łódź; † 2. August 1954 in Łódź) war ein polnischer Schachspieler. Bei vier Schacholympiaden gewann er mehrere Mannschafts- und Individualmedaillen.

## Der Schachspieler
Um 1917 spielte Regedziński im Schachklub von Łódź oft mit den polnischen Schachmeistern Rubinstein, Salwe und Rotlewi. Mit der Łódźer Mannschaft nahm Regedziński an den ersten beiden polnischen Mannschaftsmeisterschaften 1929 und 1934 teil und erreichte jeweils den zweiten Platz hinter der Warschauer Auswahl.
1928 spielte er erstmals für sein Land auf der Schacholympiade in Den Haag, wo er mit einem Ergebnis von 10 Punkten aus 13 Partien das individuell drittbeste Ergebnis aller Spieler erzielte und damit erheblich zur Bronzemedaille der polnischen Mannschaft beitrug. Er spielte für Polen noch an den Schacholympiaden 1933 in Folkestone, 1937 in Stockholm und 1939 in Buenos Aires. Insgesamt spielte er für Polen 46 Partien auf den Olympiaden, die Bilanz war +26 =14 −6. Er errang in der Mannschaftswertung eine Silber- (1939) und zwei Bronzemedaillen (1928 und 1937), als Individualspieler ebenfalls eine Silber- (1937) und zwei Bronzemedaillen (1928 und 1939). Außerdem erreichte er mit der polnischen Mannschaft bei der inoffiziellen Schacholympiade 1936 in München den zweiten Platz.
Nach dem deutschen Überfall auf Polen 1939 wurde Regedzińskis Heimatstadt Łódź, auf dem Gebiet des neu formierten Militärbezirk Posen bzw. späteren Wartheland befindlich, im Zuge der deutschen Besatzungspolitik in das Deutsche Reich eingegliedert. Regedziński, der sich auf die Deutsche Volksliste eintrug, durfte wegen seiner deutschen Wurzeln an deutschen Turnieren teilnehmen. So spielte er 1940 bei der Großdeutschen Meisterschaft in Bad Oeynhausen mit. Bei der Meisterschaft des Generalgouvernements 1941 in Krakau trat er unter dem Namen Reger auf, da seine Vorfahren so hießen.
1952 nahm er an der 10. polnischen Meisterschaft in Katowice teil.
Seine beste historische Elo-Zahl betrug 2545. Diese erreichte er im Januar 1938.

## Sein Leben
Regedzińskis Vater war Schmied. Die Vorfahren waren Deutsche und hießen Reger. Im Zweiten Weltkrieg wurde er 1941 (nach der Eingliederung von Łódź) zum deutschen Wehrdienst einberufen und als Dolmetscher eingesetzt, da er die Sprachen Deutsch, Russisch, Englisch und Französisch beherrschte. 1945 kehrte er nach Łódź zurück. Hier wurde er, wegen seiner Kollaboration mit den faschistischen Okkupanten verhaftet und zu vier Jahren Arbeitslager verurteilt.
Regedziński war verheiratet. Mit seiner 1944 verstorbenen Ehefrau hatte er einen Sohn.